# Juan de Aragón (arzobispo)
Juan de Aragón (?, 1439/1440 - Albalate de Cinca, 19 de noviembre de 1475) fue un eclesiástico y militar aragonés, hijo bastardo de Juan II de Aragón. Su madre pudo ser una noble de la linaje de los Avellaneda (según su biógrafo, Gonzalo García de Santa María, autor de manuscritos como el Aragoniae regum historia, ms. 992 de la Biblioteca de Cataluña; y la Joannis Secundi Aragonum regis vita, ms. 9571 de la Biblioteca Nacional) o quizá pudiera ser de la familia navarra de los Ansa.

## Biografía
Juan de Aragón fue el primero de los arzobispos de Zaragoza perteneciente a la familia real aragonesa que quiso asegurarse el control de la archidiócesis por medio de bastardos reales. Ocupó el puesto de arzobispo desde el 20 de junio de 1458 cuando tenía unos 18 años de edad, hasta su muerte cuando tenía unos 36. Sin embargo, no recibió la ordenación, por lo que delegó la dirección de la sede en manos de obispos o vicarios.
Desde ese cargo como titular de la sede de Zaragoza, colaboró con su padre el rey Juan II, quien le asignó importantes cargos de responsabilidad, como el de Lugarteniente General del Reino de Aragón. Asimismo apoyó a su padre en contra de sus hermanos Carlos y Blanca en la Guerra Civil de Navarra. También apoyó a su padre en la Guerra civil catalana, donde pudo demostrar su verdadera inclinación militar.
Murió en torno a los 36 años en Albalate de Cinca y fue enterrado en un hermoso sepulcro situado en el muro del Evangelio de la Catedral de Zaragoza.
| Predecesor: Dalmau de Mur | Arzobispo de Zaragoza 1458 - 1475 | Sucesor: Ausias Despuig |